# Dicranella guadelupensis
Dicranella guadelupensis är en bladmossart som beskrevs av Mitten 1869. Dicranella guadelupensis ingår i släktet jordmossor, och familjen Dicranaceae. Inga underarter finns listade i Catalogue of Life.